# APOEL Nicosia
APOEL Nicosia (Grieks: ΑΠΟΕΛ; Αθλητικός Ποδοσφαιρικός Όμιλος Ελλήνων Λευκωσίας, Athlitikos Podosfairikos Omilos Ellinon Lefkosias), wat betekent: Atletische Voetbalclub (van de) Hellenen (uit) Nicosia, is een Cypriotische omni-sportclub uit de hoofdstad Nicosia. Naast voetbal heeft APOEL ook een succesvolle basketbal- en volleybalafdeling.
De club werd op 8 november 1926 opgericht als POEL (Podosfairikos Omilos Ellinon Lefkosias), Lefkosia is de Griekse benaming voor Nicosia. Een jaar later werd de A voor POEL gezet, die voor Athletic staat.
In 1936 werd de club voor het eerst landskampioen, de eerste trofee van velen. In 1948 was er een groot conflict vanwege de houding jegens de Griekse Burgeroorlog. Verschillende leden verlieten de club en richtten Omonia Nicosia op. Deze nieuwe club werd later ook succesvol en is de aartsrivaal van APOEL.
APOEL was de eerste Cypriotische club die in Europa aantrad in 1963 in de Europacup II 1963/64, er werd met 6-0 en 1-0 van het Noorse Gjøvik-Lyn gewonnen. In de tweede ronde kreeg de club echter een afstraffing van jewelste, Sporting Portugal versloeg de club met 16-1 en 2-0. In het seizoen 2009/10 haalde de club voor het eerst de groepsfase van de UEFA Champions League.
APOEL is het eerste Cypriotische team dat de kwartfinale van de Champions League behaald heeft. Ze deden dit in 2012.
In de jaren 70 speelde de club ook even in de Griekse competitie maar daar werd na een paar seizoenen mee gestopt.

## Voetbalafdeling

### Erelijst
- Landskampioen (29x) (record)

1936, 1937, 1938, 1939, 1940, 1947, 1948, 1949, 1952, 1965, 1973, 1980, 1986, 1990, 1992, 1996, 2002, 2004, 2007, 2009, 2011, 2013, 2014, 2015, 2016, 2017, 2018, 2019, 2024
- Beker van Cyprus (21x) (record)

1937, 1941, 1947, 1951, 1963, 1968, 1969, 1973, 1976, 1978, 1979, 1984, 1993, 1995, 1996, 1997, 1999, 2006, 2008, 2014, 2015
- Supercup (14x)

1963, 1984, 1986, 1992, 1993, 1996, 1997, 2002, 2004, 2008, 2009, 2011, 2013, 2019

### APOEL Nicosia in Europa
APOEL Nicosia speelt sinds 1963 in diverse Europese competities. Hieronder staan de competities en in welke seizoenen de club deelnam:
- Champions League (14x)

1992/93, 2002/03, 2004/05, 2007/08, 2009/10, 2011/12, 2013/14, 2014/2015, 2015/16, 2016/17, 2017/18, 2018/19, 2019/20, 2024/25
- Europacup I (5x)

1965/66, 1973/74, 1980/81, 1986/87, 1990/91
- Europa League (9x)

2010/11, 2012/13, 2013/14, 2015/16, 2016/17, 2018/19, 2019/20, 2020/21, 2024/25
- Conference League (3x)

2022/23, 2023/24, 2024/25
- Europacup II (10x)

1963/64, 1968/69, 1969/70, 1976/77, 1978/79, 1979/80, 1984/85, 1993/94, 1995/96, 1997/98
- UEFA Cup (12x)

1977/78, 1981/82, 1985/86, 1988/89, 1996/97, 1999/00, 2000/01, 2002/03, 2003/04, 2005/06, 2006/07, 2008/09
Bijzonderheden Europese competities:
| Bijzonderheid                 | Datum      | Tegenstander      | Uitslag | Plaats   | Naam              | Aantal |
| ----------------------------- | ---------- | ----------------- | ------- | -------- | ----------------- | ------ |
| Hoogste overwinning           | 08-09-1963 | Gjøvik-Lyn        | 6-0     | Nicosia  |                   |        |
| Hoogste overwinning           | 28-08-1997 | HB Tórshavn       | 6-0     | Nicosia  |                   |        |
| Hoogste nederlaag             | 13-11-1963 | Sporting Portugal | 1-16    | Lissabon |                   |        |
| Speler met meeste wedstrijden | 30-08-2018 |                   |         |          | Nuno Morais       | 111    |
| Speler met meeste doelpunten  | 17-09-2020 |                   |         |          | Tomás De Vincenti | 12     |

UEFA Club Ranking: 169 (17-08-2024)

### Bekende (oud-)spelers
- Joost Broerse
- Boy Waterman
- Lorenzo Ebecilio
- Reza Ghoochannejhad
- Daniel Florea
- Rónald Gómez
- Altin Haxhi
- József Kiprich
- Wojciech Kowalczyk
- John van Loen
- Nikos Machlas
- Terry McDermott
- Mike Obiku
- Paul Okon
- Ivan Tričkovski
- Michael Klukowski
- Urko Pardo
- Igor De Camargo
- Wilson Eduardo

### Bekende (oud-)trainers
- Mario Been (2017)
- Damiën Hertog (als assistent, 2017)

## Basketbal afdeling

### Erelijst mannen
Landskampioen : 1976, 1979, 1981, 1995, 1996, 1998, 1999, 2002
Beker : 1973, 1979, 1984, 1986, 1991, 1993, 1994, 1995, 1996, 2002, 2003
Supercup : 1972, 1976, 1986, 1994, 1995, 1996, 1998

## Volleybal afdeling

### Erelijst mannen
Landskampioen : 1979, 1980, 1981, 1983, 1984, 1985
Beker : 1979, 1981, 1982, 1984, 1985